# Forteczna Góra w Kłodzku
Forteczna Góra lub Zamkowa Góra – wzniesienie o wysokości 369 m n.p.m. w Kotlinie Kłodzkiej w Sudetach Środkowych.

## Położenie
Wzniesienie, położone w Kotlinie Kłodzkiej na obszarze miasta Kłodzka. Wznosi się około 0,3 km, na północny zachód od rynku. Góra jest zabudowana fortyfikacjami Twierdzy Kłodzko.

## Opis
Jest to płaskie wzniesienie, z niewyraźnie zaznaczonym płaskim wierzchołkiem o łagodnie opadających zboczach północnym zachodnim i południowym oraz stromo opadającym w kierunku Nysy Kłodzkiej zboczu wschodnim. Wzniesienie jest ostańcem denudacyjnym, ma postać odosobnionego niewielkiego wzgórza w kształcie wydłużonego spłaszczonego kopca, wydzielonego od wschodniej strony Nysą Kłodzka. Charakterystyczny kształt góry, położenie w centrum Kłodzka oraz okazałe budowle forteczne, czynią górę rozpoznawalną w terenie. Wzniesienie góruje nad miastem wznosząc się nad zabudowę miejską od strony wschodniej wysoką pionową ścianą umocnień twierdzy. Szczyt wzniesienia i południowo-wschodnie zbocze w partii szczytowej zajmują budowle i umocnienia forteczne, a poniżej rozciąga się zabudowa miejska Kłodzka. Zachodnie zbocze zajmuje park ze starodrzewem liściastym, pozostałe zbocza poniżej twierdzy porośnięte są drzewami liściastymi. Partie szczytowe oraz zbocza wzniesienia pokrywają gliny zwałowe i osady deluwialne.